# Lowick (Northumberland)
Pour les articles homonymes, voir Lowick.
Lowick est une paroisse civile et un village du Northumberland, en Angleterre. La population de la paroisse civile au recensement de 2011 était de 552 habitants.